# نيروكان
نيروكان‏ (Neurocan) هوَ بروتين يُشَفر بواسطة جين نيروكان في الإنسان.